# Перцев, Николай Васильевич
Николай Васильевич Перцев (1902 - 1981) — художник-реставратор, специалист по древнерусской живописи.
После Второй мировой войны руководил реставрацией залов Зимнего дворца, дворца Юсуповых, Главного Адмиралтейства и других важнейших памятников культуры Санкт-Петербурга, возглавляя группу художников-реставраторов Ленинградских специальных научно-реставрационных производственных мастерских. 
Реставрировал иконы церкви Покрова Кижского погоста, собрания Музея изобразительных искусств Республики Карелия.
В 1962—1968 годах руководил восстановлением фресок в вологодском Софийском соборе и церкви Иоанна Предтечи в Рощенье.